# Llista de rellotges de sol del Baix Maresme sud
Llista de rellotges de sol instal·lats de forma permanent en espais públics de la part sud de la subcomarca del Baix Maresme. La llista queda delimitada al nord-est per la divisòria dels municipis de Vilassar de Dalt i Vilassar de Mar.

## Alella
| Nom                                     | Descripció                                                                                  | Localització                                        | Coordenades                                          | Fitxa | Imatge                                                            |
| --------------------------------------- | ------------------------------------------------------------------------------------------- | --------------------------------------------------- | ---------------------------------------------------- | ----- | ----------------------------------------------------------------- |
| Avinguda Ferran Fabra, 5                |                                                                                             | Alella Av. Ferran Fabra, 5                          | 41° 29′ 34″ N, 2° 17′ 45″ E / 41.492783°N,2.295967°E | fitxa | Carregueu una nova foto                                           |
| Riera de la Coma Fosca, 2               |                                                                                             | Alella C. Riera de la Coma Fosca, 2                 |                                                      | fitxa | Carregueu una nova foto                                           |
| Cal Barquer                             |                                                                                             | Alella Pl. de l'Ajuntament, 7                       | 41° 29′ 38″ N, 2° 17′ 41″ E / 41.493817°N,2.294850°E | fitxa | Cal Barquer (Alella) · Vegeu més fotos · Carregueu una nova foto  |
| Cal Llarga                              |                                                                                             | Alella C. Ribas, 18 - pg. Germans Puig              |                                                      | fitxa | Carregueu una nova foto                                           |
| Cal Rull                                |                                                                                             | Alella Riera Fosca, 41                              | 41° 29′ 36″ N, 2° 17′ 31″ E / 41.493400°N,2.291950°E | fitxa | Carregueu una nova foto                                           |
| Cal Verdú                               | Inscripció: Tempus fugit                                                                    | Alella C. Bonavista, 1                              |                                                      | fitxa | Carregueu una nova foto                                           |
| Can Cinto                               |                                                                                             | Alella Riera Coma Fosca                             | 41° 29′ 52″ N, 2° 17′ 21″ E / 41.497695°N,2.289115°E | fitxa | Carregueu una nova foto                                           |
| Can Galbany, Mas Antic                  |                                                                                             | Alella Pg. Antoni Borrell, 25                       | 41° 29′ 56″ N, 2° 17′ 27″ E / 41.498767°N,2.290800°E | fitxa | Carregueu una nova foto                                           |
| Can Gurt                                |                                                                                             | Alella C. Comas                                     |                                                      | fitxa | Carregueu una nova foto                                           |
| Can Pau Arenas                          |                                                                                             | Alella                                              |                                                      | fitxa | Carregueu una nova foto                                           |
| Can Pujades                             |                                                                                             | Alella C. Comas, 4                                  | 41° 29′ 37″ N, 2° 17′ 37″ E / 41.49355°N,2.29369°E   | fitxa | Can Pujades (Alella) · Carregueu una nova foto                    |
| Can Rimbau                              | Inscripció: Senyalo hores serenes                                                           | Alella Ctra. d'Alella                               |                                                      | fitxa | Carregueu una nova foto                                           |
| Can Sans                                | Inscripció: 1934                                                                            | Alella Riera Coma Fosca, 1                          | 41° 29′ 46″ N, 2° 17′ 25″ E / 41.496117°N,2.290317°E | fitxa | Carregueu una nova foto                                           |
| Col·legi Santa Maria del Pino           |                                                                                             | Alella Riera Coma Clara                             |                                                      | fitxa | Carregueu una nova foto                                           |
| Can Xeco Monar, Escoles Pies            |                                                                                             | Alella Riera Coma Fosca, 14                         | 41° 30′ 01″ N, 2° 17′ 26″ E / 41.5002°N,2.29052°E    | fitxa | Carregueu una nova foto                                           |
| Passeig d'Antoni Borrell, 5             |                                                                                             | Alella Pg. d'Antoni Borrell, 5                      |                                                      | fitxa | Carregueu una nova foto                                           |
| Plaça Ajuntament, 2                     |                                                                                             | Alella Pl. Ajuntament, 2                            |                                                      | fitxa | Carregueu una nova foto                                           |
| Avinguda Alella - carrer Núria, llevant | Inscripció: Cada dia surt el sol, i tot recomença                                           | Alella Av. Alella - c. Núria                        |                                                      | fitxa | Carregueu una nova foto                                           |
| Avinguda Alella - carrer Núria, ponent  | Inscripció: L'occident és tot en foc, el jorn mor a poc a poc...                            | Alella Av. Alella - c. Núria                        |                                                      | fitxa | Carregueu una nova foto                                           |
| Avinguda de Barcelona, 19               |                                                                                             | Alella Av. de Barcelona, 19                         |                                                      | fitxa | Carregueu una nova foto                                           |
| Avinguda Gaietana, 42                   | Inscripció: Tempus fugit                                                                    | Alella Av. Gaietana, 42                             |                                                      | fitxa | Carregueu una nova foto                                           |
| Avinguda d'Alella, 9                    | Inscripció: Tempus fugit                                                                    | Alella Av. d'Alella, 9                              |                                                      | fitxa | Carregueu una nova foto                                           |
| Baixada de les Mimoses                  |                                                                                             | Alella Baixada de les Mimoses                       |                                                      | fitxa | Carregueu una nova foto                                           |
| Carrer Catalunya, 14                    |                                                                                             | Alella C. Catalunya, 14                             |                                                      | fitxa | Carregueu una nova foto                                           |
| Carrer Doctor Homs, 16                  |                                                                                             | Alella C. Doctor Homs, 16                           |                                                      | fitxa | Carregueu una nova foto                                           |
| Carrer Greny, 1                         |                                                                                             | Alella C. Greny, 1                                  |                                                      | fitxa | Carregueu una nova foto                                           |
| Carrer Nord, 10                         |                                                                                             | Alella C. Nord, 10                                  |                                                      | fitxa | Carregueu una nova foto                                           |
| Carrer Tudó, 5                          |                                                                                             | Alella C. Tudó, 5, Urb. Can Comolada                |                                                      | fitxa | Carregueu una nova foto                                           |
| Carrer Comas, 4-6                       |                                                                                             | Alella C. Comas, 4-6                                |                                                      | fitxa | Carregueu una nova foto                                           |
| Carrer Sant Lluís, 18                   |                                                                                             | Alella C. Sant Lluís, 18                            |                                                      | fitxa | Carregueu una nova foto                                           |
| Ca l'Arts                               |                                                                                             | Alella Riera Coma Clara                             |                                                      | fitxa | Carregueu una nova foto                                           |
| Cal Baró de Ribelles                    |                                                                                             | Alella C. Onofre Talavera, 4                        | 41° 29′ 33″ N, 2° 17′ 32″ E / 41.49251°N,2.29231°E   | fitxa | Carregueu una nova foto                                           |
| Cal Doctor                              |                                                                                             | Alella Riera Coma Fosca, 42                         | 41° 29′ 53″ N, 2° 17′ 26″ E / 41.497933°N,2.290650°E | fitxa | Carregueu una nova foto                                           |
| Cal Vell                                | Inscripció: Sine sole sileo                                                                 | Alella Pg. Maria Estrada - Riera Coma Clara         | 41° 29′ 59″ N, 2° 17′ 39″ E / 41.499822°N,2.294179°E | fitxa | Carregueu una nova foto                                           |
| Can Boquet                              | Inscripció: MCML                                                                            | Alella Av. Sant Josep de Calassanç, 8               | 41° 29′ 51″ N, 2° 17′ 51″ E / 41.4976°N,2.29754°E    | fitxa | Carregueu una nova foto                                           |
| Can Bragulat                            | Inscripció: 1465                                                                            | Alella Riera Fosca, 18                              | 41° 29′ 33″ N, 2° 17′ 37″ E / 41.492483°N,2.293717°E | fitxa | Can Bragulat (Alella) · Vegeu més fotos · Carregueu una nova foto |
| Can Brui                                |                                                                                             | Alella Camí de Martorelles, 8                       | 41° 30′ 12″ N, 2° 17′ 16″ E / 41.50323°N,2.28791°E   | fitxa | Carregueu una nova foto                                           |
| Can Cay                                 | Inscripció: Tempus fugit                                                                    | Alella Riera Fosca, 40                              | 41° 29′ 36″ N, 2° 17′ 33″ E / 41.49343°N,2.29238°E   | fitxa | Carregueu una nova foto                                           |
| Can Calderó                             |                                                                                             | Alella Av. Sant Josep de Calassanç, 2               | 41° 29′ 44″ N, 2° 17′ 49″ E / 41.49567°N,2.29692°E   | fitxa | Carregueu una nova foto                                           |
| Can Codina                              | Inscripció: Ora et labora                                                                   | Alella Riera Coma Clara, 5                          | 41° 30′ 06″ N, 2° 17′ 39″ E / 41.50173°N,2.29403°E   | fitxa | Carregueu una nova foto                                           |
| Can Comolada                            |                                                                                             | Alella Torrent de Can Comolada, 7                   |                                                      | fitxa | Carregueu una nova foto                                           |
| Can Cortés                              |                                                                                             | Alella Riera Coma Fosca, 37                         | 41° 30′ 15″ N, 2° 17′ 13″ E / 41.50425°N,2.28694°E   | fitxa | Carregueu una nova foto                                           |
| Can Viló, Can Cosp                      | Inscripció: Any 1927                                                                        | Alella Riera Fosca, 2                               | 41° 29′ 34″ N, 2° 17′ 39″ E / 41.492817°N,2.294183°E | fitxa | Can Viló (Alella) · Vegeu més fotos · Carregueu una nova foto     |
| Can Jonc                                |                                                                                             | Alella Riera Coma Clara, 9                          | 41° 30′ 15″ N, 2° 17′ 42″ E / 41.50408°N,2.29508°E   | fitxa | Carregueu una nova foto                                           |
| Can Lleonart                            |                                                                                             | Alella Pl. dels Germans Lleonart, 1                 | 41° 29′ 33″ N, 2° 17′ 42″ E / 41.492583°N,2.295017°E | fitxa | Can Lleonart (Alella) · Vegeu més fotos · Carregueu una nova foto |
| Can Magarola, Casal del Vi              | Inscripció: Per els camins del cel el Sol va fent via, mira quina hora és i aprofita el dia | Alella Av. Sant Mateu, 2                            | 41° 30′ 17″ N, 2° 17′ 58″ E / 41.504722°N,2.299444°E | fitxa | Carregueu una nova foto                                           |
| Can Poc                                 | Inscripció: Si tinc sol ja en tinc prou                                                     | Alella Camí de la Capella, 7, final Coma Fosca      |                                                      | fitxa | Carregueu una nova foto                                           |
| Can Sanmiquel                           |                                                                                             | Alella C. Romaní                                    |                                                      | fitxa | Carregueu una nova foto                                           |
| Can Sors, restaurant                    | Inscripció: Any 1815                                                                        | Alella C. Mediterrània, 5                           | 41° 28′ 59″ N, 2° 18′ 18″ E / 41.48318°N,2.30498°E   | fitxa | Carregueu una nova foto                                           |
| Can Comajoan                            | Inscripció: Tempus fugit                                                                    | Alella Ctra. del Masnou a Granollers, 20            | 41° 30′ 00″ N, 2° 17′ 52″ E / 41.499884°N,2.29789°E  | fitxa | Carregueu una nova foto                                           |
| Carrer Doctor Faus, 2                   | Inscripció: Que Déu ens dongui una bona hora                                                | Alella C. Doctor Faus, 2                            |                                                      | fitxa | Carregueu una nova foto                                           |
| Carrer Ramon y Cajal, 3                 |                                                                                             | Alella C. Ramon y Cajal, 3, Urb. Alella Park        |                                                      | fitxa | Carregueu una nova foto                                           |
| Carrer Salvador Espriu, 4               |                                                                                             | Alella C. Salvador Espriu, 4, Urb. Alella Park      |                                                      | fitxa | Carregueu una nova foto                                           |
| Carrer Santiago Rusiñol, 17-19          |                                                                                             | Alella C. Santiago Rusiñol, 17-19, Urb. Alella Park |                                                      | fitxa | Carregueu una nova foto                                           |

## El Masnou
| Nom                                | Descripció                                                       | Localització                                | Coordenades                                           | Fitxa | Imatge                                                             |
| ---------------------------------- | ---------------------------------------------------------------- | ------------------------------------------- | ----------------------------------------------------- | ----- | ------------------------------------------------------------------ |
| Ajuntament del Masnou              |                                                                  | El Masnou Pg. Prat de la Riba, 1            | 41° 28′ 45″ N, 2° 19′ 08″ E / 41.479132°N,2.319012°E  | fitxa | Ajuntament (el Masnou) · Vegeu més fotos · Carregueu una nova foto |
| Casa Eulàlia Matas                 | Equatorial de ferro                                              | El Masnou C. Barcelona, 53                  | 41° 28′ 41″ N, 2° 18′ 51″ E / 41.478092°N,2.314049°E  | fitxa | Carregueu una nova foto                                            |
| Carrer Francesc Macià, 134         |                                                                  | El Masnou C. Francesc Macià, 134            |                                                       | fitxa | Carregueu una nova foto                                            |
| Carrer Mossèn Jacint Verdaguer, 32 |                                                                  | El Masnou C. Mossèn Jacint Verdaguer, 32    | 41° 28′ 38″ N, 2° 18′ 40″ E / 41.477337°N,2.3110114°E | fitxa | Carregueu una nova foto                                            |
| Carrer Sant Felip, 129             | Inscripció: JAM                                                  | El Masnou C. Sant Felip, 129                |                                                       | fitxa | Carregueu una nova foto                                            |
| Can Mundi                          |                                                                  | El Masnou                                   |                                                       | fitxa | Carregueu una nova foto                                            |
| Carrer prop Càmping Lleure         |                                                                  | El Masnou                                   |                                                       | fitxa | Carregueu una nova foto                                            |
| Mas Antic                          | Inscripció: Nulla fluat cujus non meminiscere velis              | El Masnou C. Camil Fabra, 45                | 41° 28′ 28″ N, 2° 18′ 01″ E / 41.474316°N,2.300316°E  | fitxa | Mas Antic (el Masnou) · Carregueu una nova foto                    |
| Residència geriàtrica La Llar                                   |                                                                  | El Masnou C. Mossèn Jacint Verdaguer, 26    | 41° 28′ 39″ N, 2° 18′ 37″ E / 41.477372°N,2.310362°E  | fitxa | Carregueu una nova foto                                            |
| Carrer Sant Felip, 121             |                                                                  | El Masnou C. Sant Felip, 121                |                                                       | fitxa | Carregueu una nova foto                                            |
| Carrer Bilbao, 6                   | Inscripció: Tempus fugit                                         | El Masnou C. Bilbao, 6                      |                                                       | fitxa | Carregueu una nova foto                                            |
| Bellamar                           | Inscripció: Bellamar                                             | El Masnou Can Teixidor, 58c                 | 41° 28′ 26″ N, 2° 17′ 52″ E / 41.473817°N,2.297700°E  | fitxa | Carregueu una nova foto                                            |
| Carrer Germanes Escardó Valls, 6   |                                                                  | El Masnou C. Germanes Escardó Valls, 6      |                                                       | fitxa | Carregueu una nova foto                                            |
| Carrer Sant Jordi, 1               |                                                                  | El Masnou C. Sant Jordi, 1                  |                                                       | fitxa | Carregueu una nova foto                                            |
| Carrer de Sant Pere, 24            |                                                                  | El Masnou C. de Sant Pere, 24               |                                                       | fitxa | Carregueu una nova foto                                            |
| Carrer Fontanills, 33              | Inscripció: Jo sense sol tu sense fe som no res                  | Masnou, El C. Fontanills, 33 - ctra. a Teià |                                                       | fitxa | Carregueu una nova foto                                            |
| Carrer Frederic Bosch, 24          | Inscripció: 1949                                                 | El Masnou C. Frederic Bosch, 24             |                                                       | fitxa | Carregueu una nova foto                                            |
| Carrer Sant Domènec, 19            |                                                                  | El Masnou C. Sant Domènec, 19               |                                                       | fitxa | Carregueu una nova foto                                            |
| Cal Gaio                           | Inscripció: Cal Gayo                                             | El Masnou C. del Torrent de Can Gaio        | 41° 29′ 03″ N, 2° 19′ 44″ E / 41.484089°N,2.328795°E  | fitxa | Cal Gaio (el Masnou) · Carregueu una nova foto                     |
| Cal Ros                            |                                                                  | El Masnou Pl. Mil·lenari                    |                                                       | fitxa | Carregueu una nova foto                                            |
| Camí del Mig                       |                                                                  | El Masnou Camí del Mig, direcció Premià     | 41° 29′ 06″ N, 2° 19′ 52″ E / 41.484904°N,2.331196°E  | fitxa | Carregueu una nova foto                                            |
| Can Casas, Càmping Masnou          | Inscripció: Jo sense sol i tu sense fe cap dels dos no valem res | El Masnou C. Camil Fabra, 31-33             | 41° 28′ 32″ N, 2° 18′ 14″ E / 41.475633°N,2.303933°E  | fitxa | Carregueu una nova foto                                            |
| Can Targa, Centre Ocupacional      | Inscripció: Norte Vltima                                         | El Masnou C. Camil Fabra, 15                | 41° 28′ 34″ N, 2° 18′ 23″ E / 41.476091°N,2.306309°E  | fitxa | Can Targa (el Masnou) · Carregueu una nova foto                    |
| Can Teixidor - sud-oest            |                                                                  | El Masnou C. Camil Fabra, 38                | 41° 28′ 30″ N, 2° 18′ 09″ E / 41.474995°N,2.302504°E  | fitxa | Can Teixidor - sud-oest (el Masnou) · Carregueu una nova foto      |
| Can Teixidor - sud-est             |                                                                  | El Masnou C. Camil Fabra, 38                | 41° 28′ 30″ N, 2° 18′ 10″ E / 41.474942°N,2.302648°E  | fitxa | Can Teixidor - sud-est (el Masnou) · Carregueu una nova foto       |
| Carrer de Sant Marc, 4             |                                                                  | El Masnou C. de Sant Marc, 4                |                                                       | fitxa | Carregueu una nova foto                                            |
| Finca Martí                        |                                                                  | El Masnou Camí del Mig, direcció Premià     |                                                       | fitxa | Carregueu una nova foto                                            |
| Bar Neptuno                        |                                                                  | El Masnou Pg. Prat de la Riba, 2, interior  | 41° 28′ 45″ N, 2° 19′ 09″ E / 41.479164°N,2.319191°E  | fitxa | Carregueu una nova foto                                            |
| Plaça de l'Església, 5             |                                                                  | El Masnou Pl. de l'Església, 5              | 41° 28′ 45″ N, 2° 18′ 58″ E / 41.479241°N,2.316221°E  | fitxa | Carregueu una nova foto                                            |
| Carrer Sant Francesc d'Assís, 34   |                                                                  | El Masnou C. Sant Francesc d'Assís, 34      | 41° 28′ 44″ N, 2° 18′ 58″ E / 41.478924°N,2.316139°E  | fitxa | Carregueu una nova foto                                            |

## Montgat
| Nom                                    | Descripció                      | Localització                         | Coordenades                                          | Fitxa | Imatge                                                               |
| -------------------------------------- | ------------------------------- | ------------------------------------ | ---------------------------------------------------- | ----- | -------------------------------------------------------------------- |
| Casa vermella                          |                                 | Montgat Ctra. N-II                   |                                                      | fitxa | Carregueu una nova foto                                              |
| Camí Ral                               | Conjunt de tres rellotges       | Montgat Camí Ral                     |                                                      | fitxa | Carregueu una nova foto                                              |
| Parròquia de Sant Joan de Montgat      | Inscripció: Tempvs fvgit        | Montgat C. Església, 62              | 41° 28′ 02″ N, 2° 16′ 54″ E / 41.467312°N,2.28177°E  | fitxa | Carregueu una nova foto                                              |
| Carrer del Mar                         |                                 | Montgat C. del Mar - riera d'en Font | 41° 28′ 04″ N, 2° 17′ 04″ E / 41.467904°N,2.284362°E | fitxa | Carrer del Mar (Montgat) · Vegeu més fotos · Carregueu una nova foto |
| Carrer Maria Aurèlia Capmany           | Inscripció: Año 1943            | Montgat C. Maria Aurèlia Capmany     | 41° 28′ 31″ N, 2° 17′ 07″ E / 41.475298°N,2.285323°E | fitxa | Carregueu una nova foto                                              |
| Can Ribas, Club de Tennis Turó del Mar | Inscripció: Club Tennis Turomar | Montgat Av. Jordana, 72              | 41° 28′ 15″ N, 2° 16′ 45″ E / 41.470926°N,2.279227°E | fitxa | Can Ribas (Montgat) · Vegeu més fotos · Carregueu una nova foto      |

## Premià de Dalt
| Nom                                         | Descripció                            | Localització                                                          | Coordenades                                          | Fitxa | Imatge                                                                         |
| ------------------------------------------- | ------------------------------------- | --------------------------------------------------------------------- | ---------------------------------------------------- | ----- | ------------------------------------------------------------------------------ |
| Carrer Berguedà, 15                         |                                       | Premià de Dalt C. Berguedà, 15                                        |                                                      | fitxa | Carregueu una nova foto                                                        |
| Carrer Berguedà, 2                          |                                       | Premià de Dalt C. Berguedà, 2, visible des del Torrent de la Fontsana | 41° 29′ 52″ N, 2° 21′ 27″ E / 41.497674°N,2.357530°E | fitxa | Carregueu una nova foto                                                        |
| Carrer Can Vilar, 15                        |                                       | Premià de Dalt C. Can Vilar, 15                                       |                                                      | fitxa | Carregueu una nova foto                                                        |
| Carrer Catalunya, 12                        |                                       | Premià de Dalt C. Catalunya, 12                                       |                                                      | fitxa | Carregueu una nova foto                                                        |
| Carrer Costa Brava, 35                      | Inscripció: Any 1957                  | Premià de Dalt C. Costa Brava, 35                                     |                                                      | fitxa | Carregueu una nova foto                                                        |
| Carrer de la Cisa, 9                        | Inscripció: 1894 / 1949               | Premià de Dalt C. de la Cisa, 9                                       |                                                      | fitxa | Carrer de la Cisa, 9 (Premià de Dalt) · Carregueu una nova foto                |
| Carrer Torrent de la Bòbila, 21             |                                       | Premià de Dalt C. Torrent de la Bòbila, 21                            |                                                      | fitxa | Carregueu una nova foto                                                        |
| Carrer Urgell, 19                           |                                       | Premià de Dalt C. Urgell, 19                                          |                                                      | fitxa | Carregueu una nova foto                                                        |
| Carrer Víctor Català, 11                    |                                       | Premià de Dalt C. Víctor Català, 11                                   | 41° 29′ 57″ N, 2° 21′ 35″ E / 41.499228°N,2.359660°E | fitxa | Carregueu una nova foto                                                        |
| Carrer Vogi, 113                            | Inscripció: MM                        | Premià de Dalt C. Vogi, 113                                           | 41° 30′ 12″ N, 2° 21′ 05″ E / 41.503410°N,2.351300°E | fitxa | Carregueu una nova foto                                                        |
| Camí del Mig, 3                             |                                       | Premià de Dalt Camí del Mig, 3, Santa Tecla                           | 41° 29′ 54″ N, 2° 20′ 58″ E / 41.498441°N,2.349351°E | fitxa | Carregueu una nova foto                                                        |
| Carrer Manso Montserrat, 4                  | Inscripció: 1948                      | Premià de Dalt C. Manso Montserrat, 4                                 | 41° 30′ 30″ N, 2° 20′ 37″ E / 41.508458°N,2.343496°E | fitxa | Carregueu una nova foto                                                        |
| Carretera de Vilassar de Dalt, 2 bis        | Inscripció: Ferroland / 1984-1994     | Premià de Dalt Ctra. de Vilassar de Dalt, 2 bis                       | 41° 29′ 56″ N, 2° 21′ 34″ E / 41.498884°N,2.359433°E | fitxa | Carregueu una nova foto                                                        |
| Plaça de la Vila, 5                         | Inscripció: Ano 1839                  | Premià de Dalt Pl. de la Vila, 5                                      | 41° 30′ 27″ N, 2° 20′ 32″ E / 41.507397°N,2.342099°E | fitxa | Carregueu una nova foto                                                        |
| Pujada del Turó d'en Pons, 2                                            |                                       | Premià de Dalt Pujada del Turó d''n Pons, 2                                                                      | 41° 30′ 23″ N, 2° 20′ 31″ E / 41.506472°N,2.341988°E | fitxa | Carregueu una nova foto                                                        |
| Ramal carretera, 30                         |                                       | Premià de Dalt Ramal carretera, 30                                    | 41° 30′ 16″ N, 2° 20′ 41″ E / 41.504517°N,2.344717°E | fitxa | Carregueu una nova foto                                                        |
| Rectoria, sud-est                           | Jo sense sol i tu sense fe no som res | Premià de Dalt Pujada de l'Església                                   | 41° 30′ 28″ N, 2° 20′ 28″ E / 41.507912°N,2.341178°E | fitxa | Rectoria, sud-est (Premià de Dalt) · Vegeu més fotos · Carregueu una nova foto |
| Rectoria, sud                               |                                       | Premià de Dalt Pujada de l'Església                                   | 41° 30′ 28″ N, 2° 20′ 28″ E / 41.507873°N,2.341115°E | fitxa | Rectoria, sud (Premià de Dalt) · Carregueu una nova foto                       |
| Carrer de la Noguera Pallaresa, 27          |                                       | Premià de Dalt C. de la Noguera Pallaresa, 27, façana posterior       |                                                      | fitxa | Carregueu una nova foto                                                        |
| Can Franquesa, Societat Cultural Sant Jaume |                                       | Premià de Dalt Riera de Sant Pere                                     | 41° 30′ 25″ N, 2° 20′ 36″ E / 41.506925°N,2.343403°E | fitxa | Can Franquesa (Premià de Dalt) · Carregueu una nova foto                       |
| Can Riera                                   | Dos rellotges bessons                 | Premià de Dalt Riera de Sant Pere, 180                                | 41° 30′ 28″ N, 2° 20′ 24″ E / 41.507850°N,2.339867°E | fitxa | Can Riera (Premià de Dalt) · Carregueu una nova foto                           |
| Carrer Juan de la Cierva, 1                 |                                       | Premià de Dalt C. Juan de la Cierva, 1                                | 41° 30′ 15″ N, 2° 21′ 04″ E / 41.504220°N,2.351239°E | fitxa | Carregueu una nova foto                                                        |
| Restaurant Can Martí                        | Inscripció: 1854                      | Premià de Dalt Riera de Sant Pere, 5                                  | 41° 30′ 04″ N, 2° 20′ 45″ E / 41.501048°N,2.345749°E | fitxa | Carregueu una nova foto                                                        |
| Riera, 136                                  | Inscripció: Sol incit omnibus         | Premià de Dalt Riera, 136                                             | 41° 30′ 27″ N, 2° 20′ 38″ E / 41.507367°N,2.343933°E | fitxa | Riera, 136 (Premià de Dalt) · Carregueu una nova foto                          |
| Riera de Sant Pere, 159                     |                                       | Premià de Dalt Riera de Sant Pere, 159                                | 41° 30′ 25″ N, 2° 20′ 29″ E / 41.507058°N,2.341519°E | fitxa | Riera de Sant Pere, 159 (Premià de Dalt) · Carregueu una nova foto             |
| Viver de plantes                            |                                       | Premià de Dalt C. Riereta                                             | 41° 29′ 58″ N, 2° 21′ 00″ E / 41.499364°N,2.349980°E | fitxa | Carregueu una nova foto                                                        |

## Premià de Mar
| Nom                             | Descripció                        | Localització                                 | Coordenades                                          | Fitxa | Imatge                                               |
| ------------------------------- | --------------------------------- | -------------------------------------------- | ---------------------------------------------------- | ----- | ---------------------------------------------------- |
| Carrer Capitans de Mar, 1       |                                   | Premià de Mar C. Capitans de Mar, 1          | 41° 29′ 35″ N, 2° 21′ 45″ E / 41.493064°N,2.362573°E | fitxa | Carregueu una nova foto                              |
| Carrer de la Plaça, 34          |                                   | Premià de Mar C. de la Plaça, 34             | 41° 29′ 28″ N, 2° 21′ 22″ E / 41.491012°N,2.356196°E | fitxa | Carregueu una nova foto                              |
| Carrer del Carme, 53a           |                                   | Premià de Mar C. del Carme, 53a              | 41° 29′ 51″ N, 2° 21′ 26″ E / 41.497438°N,2.357122°E | fitxa | Carregueu una nova foto                              |
| Carrer Elisenda de Montcada, 50 |                                   | Premià de Mar C. Elisenda de Montcada, 50    | 41° 29′ 48″ N, 2° 21′ 25″ E / 41.496572°N,2.357080°E | fitxa | Carregueu una nova foto                              |
| Carrer Joaquim Ruyra, 15        |                                   | Premià de Mar C. Joaquim Ruyra, 15           | 41° 29′ 32″ N, 2° 21′ 46″ E / 41.492113°N,2.362745°E | fitxa | Carregueu una nova foto                              |
| Carrer Joaquim Ruyra, 5         |                                   | Premià de Mar C. Joaquim Ruyra, 5. El Canyar | 41° 29′ 30″ N, 2° 21′ 41″ E / 41.491559°N,2.361327°E | fitxa | Carregueu una nova foto                              |
| Carrer Lemes Ruiz, 21           |                                   | Premià de Mar C. Lemes Ruiz, 21              | 41° 29′ 22″ N, 2° 21′ 31″ E / 41.489359°N,2.358479°E | fitxa | Carregueu una nova foto                              |
| Carrer Prat de la Riba, 8       |                                   | Premià de Mar Camí Ral, 44                   | 41° 29′ 20″ N, 2° 21′ 22″ E / 41.488833°N,2.356145°E | fitxa | Carregueu una nova foto                              |
| Carrer Ramon Llull, 54          | Inscripció: Ferroland / 1984-1994 | Premià de Mar C. Ramon Llull, 54             | 41° 29′ 42″ N, 2° 21′ 34″ E / 41.494946°N,2.359497°E | fitxa | Carregueu una nova foto                              |
| Camí Ral, 164                   |                                   | Premià de Mar Camí Ral, 164                  |                                                      | fitxa | Carregueu una nova foto                              |
| Can Batlle                      | Inscripció: 1626-1888 / 1964      | Premià de Mar Camí Ral, 44                   | 41° 29′ 18″ N, 2° 21′ 24″ E / 41.488464°N,2.356551°E | fitxa | Can Batlle (Premià de Mar) · Carregueu una nova foto |
| Camí Ral, 78                    |                                   | Premià de Mar Camí Ral, 78                   | 41° 29′ 21″ N, 2° 21′ 32″ E / 41.489130°N,2.358970°E | fitxa | Carregueu una nova foto                              |
| Can Fontanill                   |                                   | Premià de Mar C. Ramon Llull, 39             |                                                      | fitxa | Carregueu una nova foto                              |
| Can Serra                       |                                   | Premià de Mar                                | 41° 29′ 18″ N, 2° 20′ 46″ E / 41.488303°N,2.346069°E | fitxa | Carregueu una nova foto                              |
| Casa de Mar                     |                                   | Premià de Mar Camí Ral, 166                  | 41° 29′ 29″ N, 2° 22′ 00″ E / 41.491417°N,2.366567°E | fitxa | Carregueu una nova foto                              |
| Passatge Eduard Toldrà          |                                   | Premià de Mar Passatge Eduard Toldrà         | 41° 29′ 40″ N, 2° 21′ 46″ E / 41.494520°N,2.362914°E | fitxa | Carregueu una nova foto                              |
| Carrer Sant Miquel, 73          | Inscripció: 1950                  | Premià de Mar C. Sant Miquel, 73             | 41° 29′ 30″ N, 2° 21′ 48″ E / 41.491550°N,2.363217°E | fitxa | Carregueu una nova foto                              |
| Can Manent                      |                                   | Premià de Mar Camí Ral, 54                   | 41° 29′ 20″ N, 2° 21′ 26″ E / 41.488784°N,2.357149°E | fitxa | Carregueu una nova foto                              |
| Carrer del Batlles, 1           |                                   | Premià de Mar C. del Batlles, 1              |                                                      | fitxa | Carregueu una nova foto                              |

## Teià
| Nom                                      | Descripció                 | Localització                             | Coordenades                                          | Fitxa | Imatge                                                       |
| ---------------------------------------- | -------------------------- | ---------------------------------------- | ---------------------------------------------------- | ----- | ------------------------------------------------------------ |
| Carrer Àngel Guimerà, 6-8                |                            | Teià C. Àngel Guimerà, 6-8               | 41° 29′ 51″ N, 2° 19′ 18″ E / 41.497408°N,2.321637°E | fitxa | Carregueu una nova foto                                      |
| Ca l'Oriac, façana de llevant            | Inscripció: Fe i Confiança | Teià Ctra. el Turó                       | 41° 30′ 25″ N, 2° 18′ 52″ E / 41.506838°N,2.314367°E | fitxa | Carregueu una nova foto                                      |
| Ca l'Oriac, façana de ponent             | Inscripció: Ora et Labora  | Teià Ctra. el Turó                       | 41° 30′ 25″ N, 2° 18′ 51″ E / 41.506884°N,2.314262°E | fitxa | Carregueu una nova foto                                      |
| Can Blanch                               |                            | Teià Passatge Josep Maria de Sagarra, 15 | 41° 29′ 42″ N, 2° 19′ 20″ E / 41.495100°N,2.322100°E | fitxa | Carregueu una nova foto                                      |
| Can Fèlix                                |                            | Teià Av. J. Roca Suárez-Llanos, 59       | 41° 29′ 42″ N, 2° 19′ 21″ E / 41.494983°N,2.322550°E | fitxa | Carregueu una nova foto                                      |
| Can Feu                                  |                            | Teià Passatge de Can Feu                 |                                                      | fitxa | Carregueu una nova foto                                      |
| Can Llaurador                            |                            | Teià Av. Roca Suárez-Llanos, 32          | 41° 29′ 37″ N, 2° 19′ 24″ E / 41.493685°N,2.323362°E | fitxa | Can Llaurador (Teià) · Carregueu una nova foto               |
| Can Padellàs                             |                            | Teià Pg. Massarosa                       | 41° 29′ 43″ N, 2° 19′ 32″ E / 41.495149°N,2.325443°E | fitxa | Carregueu una nova foto                                      |
| Can Paxau de Baix, Can Paxau de la Torre |                            | Teià C. Pau Claris, 1                    | 41° 29′ 50″ N, 2° 19′ 25″ E / 41.497334°N,2.32361°E  | fitxa | Carregueu una nova foto                                      |
| Ca l'Estartús, Can Paxau de Dalt         |                            | Teià C. Folch i Torres, 15               | 41° 29′ 51″ N, 2° 19′ 26″ E / 41.497636°N,2.323859°E | fitxa | Carregueu una nova foto                                      |
| Can Pelegrí                              |                            | Teià                                     |                                                      | fitxa | Carregueu una nova foto                                      |
| Can Rodon                                |                            | Teià C. Pau Claris, 23                   | 41° 29′ 50″ N, 2° 19′ 27″ E / 41.497148°N,2.324165°E | fitxa | Carregueu una nova foto                                      |
| Can Sala                                 |                            | Teià C. Can Bassols                      | 41° 30′ 02″ N, 2° 19′ 02″ E / 41.500636°N,2.317323°E | fitxa | Carregueu una nova foto                                      |
| Casa dels parents d'en Vilaplana         |                            | Teià                                     |                                                      | fitxa | Carregueu una nova foto                                      |
| Casa Pol                                 |                            | Teià C. Berenguer Raudors, 9             | 41° 30′ 01″ N, 2° 19′ 19″ E / 41.500352°N,2.321937°E | fitxa | Carregueu una nova foto                                      |
| La Bomba                                 |                            | Teià                                     | 41° 29′ 10″ N, 2° 20′ 19″ E / 41.486140°N,2.338523°E | fitxa | La Bomba (Teià) · Carregueu una nova foto                    |
| Carrer Josep Sabatés, 18                 |                            | Teià C. Josep Sabatés, 18                | 41° 30′ 02″ N, 2° 19′ 07″ E / 41.500509°N,2.318520°E | fitxa | Carregueu una nova foto                                      |
| Carrer Josep Sabatés, 20                 |                            | Teià C. Josep Sabatés, 20                | 41° 30′ 02″ N, 2° 19′ 06″ E / 41.500547°N,2.318410°E | fitxa | Carregueu una nova foto                                      |
| Can Barrera                              |                            | Teià C. Berenguer Raudors, 24            | 41° 30′ 00″ N, 2° 19′ 20″ E / 41.499940°N,2.322177°E | fitxa | Carregueu una nova foto                                      |
| Can Bru                                  |                            | Teià C. Torrent de Casa Bru, 9           | 41° 30′ 01″ N, 2° 19′ 19″ E / 41.500350°N,2.321933°E | fitxa | Carregueu una nova foto                                      |
| Can Lledó                                |                            | Teià C. de l'Empordà                     | 41° 30′ 19″ N, 2° 18′ 56″ E / 41.505350°N,2.315683°E | fitxa | Can Lledó (Teià) · Vegeu més fotos · Carregueu una nova foto |
| Can Móra                                 | Inscripció: J.D. / 1950    | Teià Pg. de la Riera, 172                | 41° 30′ 17″ N, 2° 19′ 05″ E / 41.504598°N,2.318139°E | fitxa | Can Móra (Teià) · Vegeu més fotos · Carregueu una nova foto  |
| Carrer dels Xops, 60                     |                            | Teià C. dels Xops, 60                    | 41° 30′ 12″ N, 2° 18′ 44″ E / 41.503263°N,2.312230°E | fitxa | Carregueu una nova foto                                      |
| Carrer Fivaller, 23                      |                            | Teià C. Fivaller, 23, pati interior      | 41° 29′ 52″ N, 2° 19′ 13″ E / 41.497904°N,2.320149°E | fitxa | Carregueu una nova foto                                      |
| La Riera, 160                            | Inscripció: 1917           | Teià Pg. de la Riera, 160                | 41° 30′ 10″ N, 2° 19′ 09″ E / 41.502690°N,2.319133°E | fitxa | Carregueu una nova foto                                      |

## Tiana
| Nom                                | Descripció                                               | Localització                                | Coordenades                                          | Fitxa | Imatge                                                            |
| ---------------------------------- | -------------------------------------------------------- | ------------------------------------------- | ---------------------------------------------------- | ----- | ----------------------------------------------------------------- |
| Can Tamborini                      |                                                          | Tiana Av. Onze de Setembre, 2               | 41° 29′ 23″ N, 2° 15′ 57″ E / 41.489800°N,2.265783°E | fitxa | Carregueu una nova foto                                           |
| Carrer Roderic Robert, 4           |                                                          | Tiana C. Roderic Robert, 4                  | 41° 28′ 48″ N, 2° 16′ 11″ E / 41.479967°N,2.269733°E | fitxa | Carregueu una nova foto                                           |
| Can Masip                          |                                                          | Tiana C. Roderic Robert, 10                 | 41° 28′ 46″ N, 2° 16′ 04″ E / 41.479367°N,2.267783°E | fitxa | Carregueu una nova foto                                           |
| Casino de Tiana                    |                                                          | Tiana C. Edith Llauradó                     | 41° 29′ 10″ N, 2° 16′ 04″ E / 41.486183°N,2.267700°E | fitxa | Carregueu una nova foto                                           |
| Carrer Sant Bru, 15                |                                                          | Tiana C. Sant Bru, 15                       | 41° 29′ 04″ N, 2° 15′ 58″ E / 41.484500°N,2.266000°E | fitxa | Carregueu una nova foto                                           |
| Carrer Sant Bru, 17                |                                                          | Tiana C. Sant Bru, 17                       | 41° 29′ 04″ N, 2° 15′ 58″ E / 41.484500°N,2.266000°E | fitxa | Carregueu una nova foto                                           |
| Carrer Santa Maria, 10             |                                                          | Tiana C. Santa Maria, 10                    | 41° 28′ 54″ N, 2° 16′ 01″ E / 41.481800°N,2.266883°E | fitxa | Carregueu una nova foto                                           |
| Carrer Anselm Clavé, 14            |                                                          | Tiana C. Anselm Clavé, 14                   | 41° 28′ 53″ N, 2° 16′ 06″ E / 41.481500°N,2.268317°E | fitxa | Carregueu una nova foto                                           |
| Carrer Lleida, 33                  | Inscripció: 1967                                         | Tiana C. Lleida, 33                         | 41° 28′ 38″ N, 2° 16′ 54″ E / 41.477283°N,2.281650°E | fitxa | Carregueu una nova foto                                           |
| Carrer Sant Domènec, 17            |                                                          | Tiana C. Sant Domènec, 17                   | 41° 28′ 58″ N, 2° 16′ 10″ E / 41.482850°N,2.269417°E | fitxa | Carregueu una nova foto                                           |
| Carrer Sant Tomàs                  |                                                          | Tiana C. Sant Tomàs, al costat de Can Ramis | 41° 28′ 59″ N, 2° 15′ 59″ E / 41.483083°N,2.266250°E | fitxa | Carregueu una nova foto                                           |
| Carrer Jaume Amat, 12-14           |                                                          | Tiana C. Jaume Amat, 12-14                  | 41° 28′ 48″ N, 2° 16′ 05″ E / 41.480067°N,2.267917°E | fitxa | Carregueu una nova foto                                           |
| Can Guinart                        |                                                          | Tiana Camí dels Francesos, 2-4              | 41° 28′ 44″ N, 2° 15′ 55″ E / 41.47882°N,2.26515°E   | fitxa | Carregueu una nova foto                                           |
| Can Brossa                         |                                                          | Tiana Camí del Cementiri                    | 41° 29′ 19″ N, 2° 16′ 17″ E / 41.488483°N,2.271417°E | fitxa | Carregueu una nova foto                                           |
| Can Gaietè, Can Cosme              |                                                          | Tiana C. Verge del Pilar, 6                 | 41° 28′ 59″ N, 2° 16′ 14″ E / 41.482983°N,2.270500°E | fitxa | Can Gaietè (Tiana) · Carregueu una nova foto                      |
| Ca n'Estela                        |                                                          | Tiana Camí del Mig a Alella                 | 41° 28′ 56″ N, 2° 17′ 11″ E / 41.482301°N,2.286274°E | fitxa | Carregueu una nova foto                                           |
| Can Fàbregas                       | Inscripció: Any 1882                                     | Tiana Camí del Cementiri                    | 41° 29′ 25″ N, 2° 16′ 20″ E / 41.490267°N,2.272283°E | fitxa | Carregueu una nova foto                                           |
| Can Frares                         |                                                          | Tiana Camí del Mig a Alella                 | 41° 28′ 57″ N, 2° 16′ 18″ E / 41.482500°N,2.271717°E | fitxa | Carregueu una nova foto                                           |
| Can Gil                            | Inscripció: No badis i ves per feina                     | Tiana C. Sant Cebrià, 5                     | 41° 29′ 01″ N, 2° 16′ 06″ E / 41.483567°N,2.268400°E | fitxa | Carregueu una nova foto                                           |
| Can Masdeu                         | Inscripció: Quan el sol en tocarà sabràs l'hora que serà | Tiana Riera d'en Font                       | 41° 29′ 23″ N, 2° 15′ 57″ E / 41.489733°N,2.265867°E | fitxa | Carregueu una nova foto                                           |
| Can Sent-romà, Baronia d'Esponellà |                                                          | Tiana Ctra. B-500 km 3,900                  | 41° 28′ 55″ N, 2° 15′ 27″ E / 41.481983°N,2.257417°E | fitxa | Can Sent-romà (Tiana) · Vegeu més fotos · Carregueu una nova foto |
| Can Torredà                        |                                                          | Tiana C. Edith Llauradó, 31                 | 41° 29′ 17″ N, 2° 15′ 56″ E / 41.487917°N,2.265567°E | fitxa | Carregueu una nova foto                                           |
| Carrer de la Riera d'en Font, 55   |                                                          | Tiana C. de la Riera d'en Font, 55          | 41° 29′ 01″ N, 2° 16′ 11″ E / 41.483718°N,2.269675°E | fitxa | Carregueu una nova foto                                           |
| Carrer de les Flors, 34            |                                                          | Tiana C. de les Flors, 34                   | 41° 29′ 03″ N, 2° 16′ 08″ E / 41.484267°N,2.268900°E | fitxa | Carregueu una nova foto                                           |
| Carrer Edith Llaurador, 22         |                                                          | Tiana C. Edith Llaurador, 22                | 41° 29′ 14″ N, 2° 16′ 02″ E / 41.487317°N,2.267333°E | fitxa | Carregueu una nova foto                                           |
| Carrer Lola Anglada, 23            | Inscripció: Omnia tempus habent                          | Tiana C. Lola Anglada, 23                   | 41° 28′ 57″ N, 2° 16′ 08″ E / 41.482617°N,2.269000°E | fitxa | Carregueu una nova foto                                           |
| Restaurant Can Romà                | Inscripció: El sol és vida i a ben menjar convida        | Tiana Ctra. B-500, km 4                     | 41° 29′ 02″ N, 2° 15′ 37″ E / 41.483750°N,2.260233°E | fitxa | Carregueu una nova foto                                           |

## Vilassar de Dalt
| Nom                                      | Descripció                                       | Localització                                                           | Coordenades                                          | Fitxa | Imatge                                                            |
| ---------------------------------------- | ------------------------------------------------ | ---------------------------------------------------------------------- | ---------------------------------------------------- | ----- | ----------------------------------------------------------------- |
| Carrer de les Balears                    |                                                  | Vilassar de Dalt C. de les Balears                                     | 41° 31′ 12″ N, 2° 21′ 29″ E / 41.519941°N,2.358161°E | fitxa | Carregueu una nova foto                                           |
| Carrer Garrofers d'en Tió, 2             |                                                  | Vilassar de Dalt C. Garrofers d'en Tió, 2                              | 41° 30′ 35″ N, 2° 21′ 41″ E / 41.509736°N,2.361293°E | fitxa | Carregueu una nova foto                                           |
| Carrer Manel Moreno, 35                  |                                                  | Vilassar de Dalt C. Manel Moreno, 35                                   | 41° 30′ 55″ N, 2° 21′ 39″ E / 41.515209°N,2.360716°E | fitxa | Carregueu una nova foto                                           |
| Carrer Pompeu Fabra, 2                   |                                                  | Vilassar de Dalt C. Pompeu Fabra, 2                                    | 41° 31′ 12″ N, 2° 21′ 55″ E / 41.520019°N,2.365375°E | fitxa | Carregueu una nova foto                                           |
| Carrer Vidal i Barrequer                 |                                                  | Vilassar de Dalt C. Vidal i Barrequer                                  | 41° 30′ 55″ N, 2° 21′ 41″ E / 41.515385°N,2.361334°E | fitxa | Carregueu una nova foto                                           |
| Institut Jaume Almera                    | Analemàtic                                       | Vilassar de Dalt C. Rafart, 5, patí d'esports                          | 41° 31′ 14″ N, 2° 21′ 38″ E / 41.520646°N,2.360491°E | fitxa | Carregueu una nova foto                                           |
| Camí Ral, 7                              |                                                  | Vilassar de Dalt Camí Ral, 7                                           |                                                      | fitxa | Carregueu una nova foto                                           |
| Can Maroles                              |                                                  | Vilassar de Dalt                                                       |                                                      | fitxa | Carregueu una nova foto                                           |
| Can Marquès                              | Inscripció: 1998                                 | Vilassar de Dalt                                                       | 41° 31′ 06″ N, 2° 21′ 10″ E / 41.518343°N,2.352817°E | fitxa | Carregueu una nova foto                                           |
| Can Nielfa                               |                                                  | Vilassar de Dalt Passatge Pere Calders, 28                             | 41° 31′ 14″ N, 2° 21′ 08″ E / 41.520667°N,2.352183°E | fitxa | Carregueu una nova foto                                           |
| Carrer Comerç, 27                        | Inscripció: Can Lais                             | Vilassar de Dalt C. Comerç, 27                                         | 41° 30′ 59″ N, 2° 21′ 38″ E / 41.516473°N,2.360634°E | fitxa | Carregueu una nova foto                                           |
| Carrer Nou, 14                           |                                                  | Vilassar de Dalt C. Nou, 14                                            | 41° 31′ 03″ N, 2° 21′ 35″ E / 41.517602°N,2.359625°E | fitxa | Carregueu una nova foto                                           |
| Mas Salvet                               | Inscripció: Mas Salvet / 1829                    | Vilassar de Dalt C. Sant Josep Oriol, 6                                |                                                      | fitxa | Carregueu una nova foto                                           |
| Masia Mònica                             | Inscripció: Any 1750 / Masia Monica              | Vilassar de Dalt Torrent Tartanes                                      | 41° 29′ 47″ N, 2° 22′ 34″ E / 41.496478°N,2.376133°E | fitxa | Carregueu una nova foto                                           |
| Parc Can Rafart                          | Dos rellotges bessons                            | Vilassar de Dalt Riera de Targa                                        | 41° 31′ 09″ N, 2° 21′ 40″ E / 41.519260°N,2.361061°E | fitxa | Carregueu una nova foto                                           |
| Carrer Dr. Emili Masriera i Guardiola, 7 | Dos rellotges bessons. Inscripció: Aina / Estela | Vilassar de Dalt C. Dr. Emili Masriera i Guardiola, 7                  | 41° 31′ 14″ N, 2° 21′ 16″ E / 41.520450°N,2.354483°E | fitxa | Carregueu una nova foto                                           |
| Carrer Artail, 15                        |                                                  | Vilassar de Dalt C. Artail, 15                                         | 41° 31′ 12″ N, 2° 21′ 25″ E / 41.520057°N,2.357044°E | fitxa | Carregueu una nova foto                                           |
| Carrer del Carme, 8                      | Inscripció: Festina Lente                        | Vilassar de Dalt C. del Carme, 8                                       | 41° 31′ 00″ N, 2° 21′ 28″ E / 41.516746°N,2.357892°E | fitxa | Carregueu una nova foto                                           |
| Ca l'Arcís                               |                                                  | Vilassar de Dalt                                                       |                                                      | fitxa | Carregueu una nova foto                                           |
| Can Cué                                  | Inscripció: Carpe diem                           | Vilassar de Dalt Riera de Targa                                        | 41° 31′ 18″ N, 2° 21′ 15″ E / 41.521617°N,2.354117°E | fitxa | Carregueu una nova foto                                           |
| Can Sabater                              |                                                  | Vilassar de Dalt C. Dr. Emili Masriera i Guardiola, al costat del n. 7 | 41° 31′ 11″ N, 2° 21′ 13″ E / 41.519608°N,2.353735°E | fitxa | Carregueu una nova foto                                           |
| Carrer Céllecs, 21                       |                                                  | Vilassar de Dalt C. Céllecs, 21                                        | 41° 30′ 38″ N, 2° 21′ 27″ E / 41.510417°N,2.357528°E | fitxa | Carregueu una nova foto                                           |
| Carrer del Carme, 48                     | Dos rellotges bessons                            | Vilassar de Dalt Carrer del Carme, 48                                  | 41° 30′ 59″ N, 2° 21′ 25″ E / 41.516465°N,2.356900°E | fitxa | Carrer del Carme, 48 (Vilassar de Dalt) · Carregueu una nova foto |
| Carrer Joan XXIII, 6                     |                                                  | Vilassar de Dalt C. Joan XXIII, 6                                      |                                                      | fitxa | Carregueu una nova foto                                           |
| Carrer Manuel Moreno, 48-A               |                                                  | Vilassar de Dalt C. Manuel Moreno, 48-A                                |                                                      | fitxa | Carregueu una nova foto                                           |
| Plaça la Tela                            |                                                  | Vilassar de Dalt Pl. la Tela                                           | 41° 30′ 56″ N, 2° 21′ 41″ E / 41.515467°N,2.361433°E | fitxa | Carregueu una nova foto                                           |

## Vilassar de Mar
| Nom                          | Descripció                                                                                                | Localització                                            | Coordenades                                          | Fitxa | Imatge                                                        |
| ---------------------------- | --- | ------------------------------------------------------- | ---------------------------------------------------- | ----- | ------------------------------------------------------------- |
| Carrer Canonge Almera, 53    | | Vilassar de Mar C. Canonge Almera, 53                   | 41° 30′ 20″ N, 2° 23′ 57″ E / 41.505583°N,2.399133°E | fitxa | Carregueu una nova foto                                       |
| Carrer Alsina, 64            | | Vilassar de Mar C. Alsina, 64                           | 41° 30′ 08″ N, 2° 23′ 15″ E / 41.502267°N,2.387417°E | fitxa | Carrer Alsina, 64 (Vilassar de Mar) · Carregueu una nova foto |
| Carrer del Rosari, 7         | | Vilassar de Mar C. del Rosari, 7                        | 41° 30′ 15″ N, 2° 23′ 40″ E / 41.504256°N,2.394359°E | fitxa | Carregueu una nova foto                                       |
| Carrer Sant Ignasi, 25       | | Vilassar de Mar C. Sant Ignasi, 25                      | 41° 30′ 14″ N, 2° 23′ 25″ E / 41.503802°N,2.390292°E | fitxa | Carregueu una nova foto                                       |
| Camí Ral, 7                  | | Vilassar de Mar Camí Ral, 7                             | 41° 30′ 09″ N, 2° 23′ 36″ E / 41.502533°N,2.393267°E | fitxa | Carregueu una nova foto                                       |
| Col·legi Pérez Sala          | | Vilassar de Mar Av. Montevideo, 40, interior            |                                                      | fitxa | Carregueu una nova foto                                       |
| Masia Cabot                  | Inscripció: Les hores clares del dia marco acompassadament depressa les d'alegria i les tristes lentament | Vilassar de Mar Av. Carles III                          | 41° 30′ 26″ N, 2° 23′ 21″ E / 41.507178°N,2.389064°E | fitxa | Masia Cabot (Vilassar de Mar) · Carregueu una nova foto       |
| Carrer del Rosari, 21        | Inscripció: Jo vaig fent i deixo fer, i gairebé sempre va bé                                              | Vilassar de Mar C. del Rosari, 21                       | 41° 30′ 16″ N, 2° 23′ 42″ E / 41.504542°N,2.394957°E | fitxa | Carregueu una nova foto                                       |
| Ca la Viuda Vila             | Inscripció: Senia Ramon / 1884                                                                            | Vilassar de Mar Al costat de Masia Mònica               | 41° 29′ 44″ N, 2° 22′ 32″ E / 41.49557°N,2.37559°E   | fitxa | Carregueu una nova foto                                       |
| Camí de Vilassar de Dalt, 67 | | Vilassar de Mar Camí de Vilassar de Dalt, 67            |                                                      | fitxa | Carregueu una nova foto                                       |
| Can Mixeu                    | | Vilassar de Mar Darrere del Mercat de la Flor           | 41° 29′ 51″ N, 2° 22′ 35″ E / 41.49751°N,2.37638°E   | fitxa | Carregueu una nova foto                                       |
| Carrer Mossèn Pere Ribot, 83 | Inscripció: 1998                                                                                          | Vilassar de Mar C. Mossèn Pere Ribot, 83, pati interior | 41° 30′ 28″ N, 2° 23′ 31″ E / 41.507716°N,2.392010°E | fitxa | Carregueu una nova foto                                       |
| Carrer de Jeroni Marsal, 6   | | Vilassar de Mar C. de Jeroni Marsal, 6. Barri el Barato | 41° 30′ 32″ N, 2° 23′ 12″ E / 41.509027°N,2.386592°E | fitxa | Carregueu una nova foto                                       |
| Carrer de la Rosa, 7         | | Vilassar de Mar C. de la Rosa, 7. Barri el Barato       |                                                      | fitxa | Carregueu una nova foto                                       |